# 1733 az irodalomban
Az 1733. év az irodalomban.

## Új művek

### Színházi bemutatók
- Pierre de Marivaux vígjátéka: L’Heureux Stratagème (A szerencsés haditerv).

## Születések

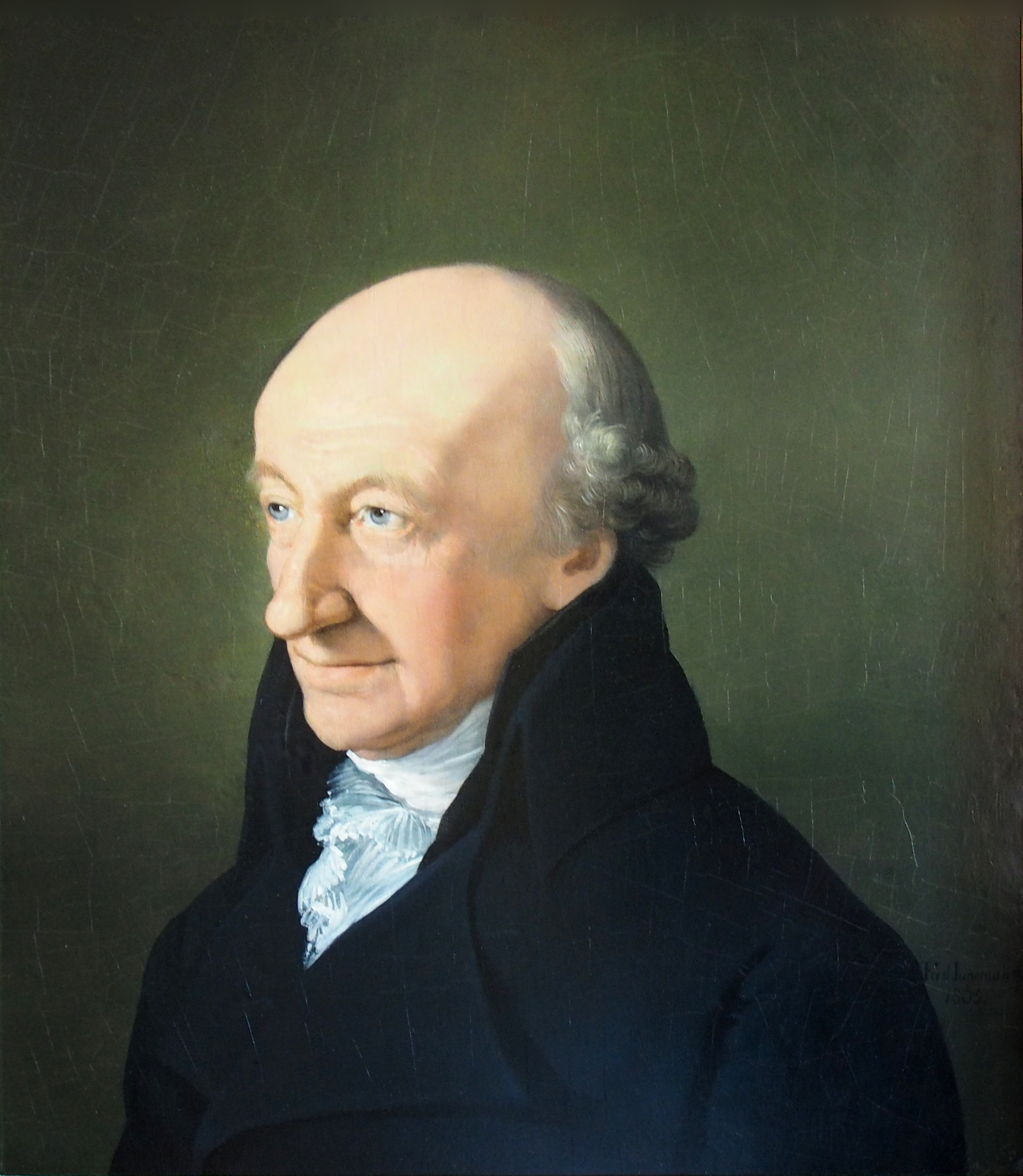
Christoph Martin Wieland

- szeptember 5. – Christoph Martin Wieland német költő, író, fordító, a német felvilágosodás és rokokó nagy költőszemélyisége, a német klasszicizmus elindítója († 1813)
- november 5. – Mihail Matvejevics Heraszkov orosz író († 1807)

## Halálozások
- január 21. – Bernard Mandeville németalföldi-angol filozófus, orvos és szatíraíró; nevezetes műve A méhek meséje (* 1670)